# 安远华溪蟹
安远华溪蟹（学名：Sinopotamon anyuanense）为溪蟹科华溪蟹属的动物。在中国大陆，分布于江西、福建、广东、湖南等地，常生活于亚热带海拔1000米以下的山区溪流石块下。